# 埃傑斯 (肯塔基州)
埃傑斯（英語：Ages）是位於美國肯塔基州哈倫縣的一個人口普查指定地區。

## 人口
根據2020年美國人口普查的數據，埃傑斯的面積為1.47平方千米，當中陸地面積為1.44平方千米，而水域面積為0.03平方千米。當地共有人口345人，而人口密度為每平方千米234.69人。